# Ialoveni
Ialoveni [jaloˈvenʲ] (1944–1989 kyrillisch Яловень, russisch Яловены Jaloweny) ist die Hauptstadt des Rajons Ialoveni in der Republik Moldau, etwa zehn Kilometer südlich der Hauptstadt Chișinău gelegen. Die Stadt wurde 1502 gegründet und ist bekannt wegen der in Ialoveni hergestellten Weinmarke „Ialoveni“.
In Ialoveni existierte ein Soldatenfriedhof, der aber von den sowjetischen Behörden zerstört wurde. Hier waren die rumänischen Soldaten begraben, die 1941 im Krieg gegen die Sowjetunion gefallen sind.

## Geographie
Ialoveni liegt 35 km vom Fluss Dnjestr und 10 km von Chisinau, der Hauptstadt der Republik Moldau, entfernt. Es grenzt an die Ortschaften Costești, Mileștii Mici, Piatra Albă, Dănceni, Sociteni, Durlești und die Stadt Codru.
Die Fläche des Bodenfonds der Stadt beträgt 3.165 ha, wovon die Fläche der landwirtschaftlichen Gebiete 1.678 ha ausmacht, darunter Ackerland 1.246 ha, Weinberge 401 ha und Weiden 202 ha. Die Wasserressourcen der Stadt werden vom Fluss Ișnovăț und 2 Teichen mit einer Gesamtfläche von 18 ha gebildet.
Das Relief der Lokalität entstand nach dem Rückgang des Sarmatischen Meeres, das vor etwa 5 Millionen Jahren verschwand. Es ist abwechslungsreich: Ebenen wechseln sich mit Hügeln ab, Täler mit Schluchten, Hänge, Hochebenen. Das größte Tal gehört zum Ișnovăț-Fluss | Ișnovăț-Fluss, der die Stadt in nordwestlicher bis südwestlicher Richtung durchquert. Der Comarnic-Hügel, der sich im südwestlichen Teil der Stadt befindet, ist der höchste in der Umgebung - 190 m.d.m. In der Nähe der Stadt, auf dem Weg zum Dorf Costești, am linken Ufer des Flusses Ișnovăț (Schutzgebiet aus der Kategorie geologische oder paläontologische Naturdenkmäler).
Das Klima in der Gegend von Ialoveni ist gemäßigt-kontinental, gekennzeichnet durch heiße und lange Sommer (Durchschnittstemperatur im Juli −20-30 °C) mit geringen Niederschlägen, Winter mit Durchschnittstemperatur im Januar −5,5 °C.

## Wappen und Flagge
Das Wappen und die Flagge von Ialoveni wurden vom Stadtrat in der Sitzung vom 27. März 2002 und in der Nationalen Heraldikkommission der Republik Moldau genehmigt. Autor der Ortssymbolik ist Dr. Silviu Andrieș-Tabac; Maler – Veaceslav Racov.
Wappen – ein faszinierendes Feld in gewelltem Burgunderrot, Kirschrot und Silber im Wechsel, eine Tasse goldenen Weins. Schild gestempelt mit einer goldenen Krone mit drei Türmen.
Die Flagge – rechteckiges Tuch (3x2) mit 15 Bändern umwickelt, abwechselnd rot-kirschrot und weiß.